# Staatsrat (Elsaß-Lothringen)
Der Staatsrat war ein beratendes Gremium im Reichsland Elsaß-Lothringen.

## Geschichte
Mit dem Gesetz, betreffend die Verfassung und Verwaltung Elsaß-Lothringens wurde 1879 ein Staatsrat zur Begutachtung von Gesetzen eingerichtet.
Der Staatsrat bestand aus dem Statthalter als Vorsitzenden, dem Staatssekretär, den vier Unterstaatssekretäre, dem Präsidenten des Oberlandesgerichts Colmar und dem Oberstaatsanwalt. Daneben gehörtem ihm 8 bis 12 Mitglieder an, die vom Kaiser auf drei Jahre ernannt wurden. Drei davon wurden vom Landesausschuss vorgeschlagen. Im Regelfall wurden die Mitglieder nach den drei Jahren erneut ernannt und die Fluktuation war gering.
1911 wurde der Landtag des Reichslandes Elsaß-Lothringen gebildet und der Staatsrat aufgelöst.

## Mitglieder

### Reichsstatthalter
- Edwin von Manteuffel (1879–1885)
- Chlodwig Fürst zu Hohenlohe-Schillingsfürst (1885–1894)
- Hermann Fürst zu Hohenlohe-Langenburg (1894–1907)
- Karl Graf von Wedel (1907–1911)

### Staatssekretär
- Karl Joseph Benjamin Herzog (1879–1880)
- Karl von Hofmann (1880–1887)
- Maximilian von Puttkamer (1887–1901)
- Ernst von Köller (1901–1908)
- Hugo Freiherr Zorn von Bulach (1908–1911)

### Unterstaatssekretäre
- Justiz und Kultus
  - Maximilian von Puttkamer (1879–1895)
  - Heinrich Hoseus  (1895)
  - Eduard Rassiga (1895–1898)
  - Emil Petri (1898–1914)

- Inneres (Pommer Esche ist zu klären)
  - Karl Joseph Benjamin Herzog (1879–1880)
  - Karl von Hofmann (1880–1887)
  - Heinrich Konrad von Studt (1887–1889)
  - Ernst von Köller (1889–1894)
  - Maximilian von Puttkamer (1894–1901)
  - Ernst von Köller (1901–1906)
  - Karl Wilhelm Mandel (1906–1914)

- Finanzen, Gewerbe und Domänen (komplett)
  - Georg von Mayr (1879–1887)
  - Otto Back (1887)
  - Max von Schraut (1887–1905)
  - Kreetmann (1906–1908)
  - Wilhelm Köhler (1908–1918)

- Gewerbe, Landwirtschaft und öffentliche Arbeiten (ab 1895: Landwirtschaft und öffentliche Arbeiten)
  - Karl Ledderhose (1879–1887)
  - Zwischen 1887 und 1895 bestand die Abteilung nicht
  - Hugo Freiherr Zorn von Bulach (1995-1914)

### Oberlandesgerichtspräsidenten
- 1876–1888: Friedrich Wilhelm Bleibtreu
- 1889–1898: Otto von Vacano
- 1899–1911: Eduard Rassiga

### Ernannte Mitglieder (unvollständig)
- Paul Laband, Rektor der Universität Straßburg
- Otto Back, Oberbürgermeister von Straßburg
- Jules Klein
- Eduard von Türckheim
- Jean Schlumberger, Präsident des Landesausschusses
- Gustav Adolf Bergmann, MdR
- Xaver Joseph Nessel, MdR
- Eduard Köchlin, Industrieller
- François Zorn von Bulach
- Ferdinand Schneegans
- Camille Massing, Stellvertretender Vorsitzender des Landesausschusses (aus Lothringen)
- Auguste-François Adam, Kreisdirektor von Lothringen